# 그랜트 크레이머
그랜트 크레이머(영어: Grant Cramer, 1961년 11월 10일 ~ )는 미국의 배우이다. 로스앤젤레스에서 태어났다.

## 영화
- 영국 남자처럼 사랑하는 법 (2015년)
- 산타모니카 인 러브 (2014년)
- 노벰버 맨 (2014년)
- 론 서바이버 (2013년)
- 마가린 워스 (2012년)
- 더 파이널 송 (2010년)
- 팔로우 더 프라핏 (2009년)
- 킹스 고질라 (2001년)
- 퍼블릭 에네미 (1996년)
- 뱅뱅 (1994년)
- 러브 화이어 (1994년)
- 세이브 미 (1993년)
- 행화이어 (1991년)
- 외계인 삐에로 (1988년) - 마이크 타바코 역
- 하드바디 (1984년)
- 악의 초대 (1981년)
- 더 영 앤 더 레스트리스 (1973년)
- 살아있는 시체들의 밤 (1968년)